# Бонзак, Клаус
Клаус-Михаэль Бонзак (нем. Klaus-Michael Bonsack; 26 декабря 1941, Вальтерсхаузен, Германия — 5 марта 2023, Инсбрук, Австрия) — немецкий саночник, олимпийский чемпион, чемпион мира, выступавший за сборную ГДР в середине 1960-х — начале 1970-х годов. Принимал участие в трёх зимних Олимпийских играх и в общей сложности завоевал четыре медали разного достоинства. На соревнованиях 1964 года в Инсбруке выиграл серебро мужской одиночной программы, на играх 1968 года в Гренобле взял золото за состязания двоек и бронзу за состязания одиночек, в 1972 году в Саппоро удостоился бронзы программы парных заездов.

## Карьера
Клаус Бонзак является обладателем пяти медалей чемпионатов мира, в его послужном списке одна золотая награда (двойки: 1967), две серебряные (двойки: 1965, одиночки: 1967) и две бронзовые (одиночки: 1963, двойки: 1969). Атлет регулярно участвовал в заездах чемпионатов Европы, однако не смог получить ни одного призового места.
Спортивная карьера Бонсака началась на горнолыжной трассе Шписсбергбан, расположенной недалеко от его родного города, в оплоте санного спорта Фридрихрода. В 1964 году он занял второе место в одноместном автомобиле на Олимпийских играх в Инсбруке в составе сборной Германии. На Олимпийских играх 1968 года в Гренобле Бонсак, выступавший за ГДР, вместе с Томасом Кёлером стал олимпийским чемпионом в парном катании. Он был знаменосцем сборной ГДР на церемонии открытия Олимпийских игр 1972 года в Саппоро был знаменосцем сборной ГДР. Вместе с Вольфрамом Фидлером он выиграл бронзовую медаль в парном разряде. В период с 1963 по 1970 год Бонсак также выиграл шесть медалей на чемпионатах мира по санному спорту. Вместе с Томасом Келером он стал чемпионом мира в парном разряде на чемпионате мира 1967 года в Хаммарстранде. Бонсак выступал за СК Трактор Обервизенталь и выиграл в общей сложности одиннадцать титулов чемпиона Восточной Германии.
Квалифицированный слесарь (1964 г. работал в VEB Waggonbau Gotha) учился в инженерной школе в Шмалькальдене. После окончания активной карьеры работал в научном центре ассоциации санно-бобслейного спорта ГДР. С 1981 по 1998 год он был техническим делегатом международной федерации санного спорта FIL, в 1985 году был избран вице-президентом по технике во всемирной федерации, а в 1994 году избран председателем технической комиссии.
В 1990 году Бонсак занял должность тренера в Австрийской тобогганной ассоциации и тренировал, среди прочих, Дорис и Анжелику Нойнер. С тех пор он жил в Инсбруке, где и умер 5 марта 2023 года.
По окончании карьеры профессионального спортсмена, Бонзак занимался строительством саночных трасс, в частности он осуществлял контроль возведения санно-бобслейной трассы в Чезане, готовил её к состязаниям Олимпийских игр 2006 года. В 2004 году Международной федерацией санного спорта был занесён в Зал славы и назван одним из величайших саночников всех времён.